# Edgar Dacqué
Edgar Dacqué (* 8. Juli 1878 in Neustadt an der Weinstraße (damals Neustadt an der Haardt); † 14. September 1945 in München) war ein deutscher Paläontologe, Geologe und Naturphilosoph. Er gilt als Erneuerer der idealistischen Morphologie und vertrat eine teleologische Evolutionstheorie.

## Herkunft
Sein Vater Eugen Dacqué (* 5. April 1848; † 30. März 1922) war Bankier. Seine Mutter Martha (* 18. September 1851; † 15. Dezember 1887) war eine Tochter des Theologen Hermann Victor Andreae und eine Nichte des Geologen Achilles Andreae.

## Leben
Dacqué kam 1897 nach München, um dort Paläontologie und historische Geologie zu studieren. 1903 wurde er bei Karl Alfred von Zittel promoviert und 1914 als (außerordentlicher) Professor für Paläontologie an die Ludwig-Maximilians-Universität München berufen. In dieser Funktion übernahm er zudem die Leitung der Paläontologischen Sammlung des bayerischen Staates. 1926 gab er die Lehrerlaubnis und den Professorentitel zurück.
Aufgrund seiner metaphysischen und esoterischen Schriften, die auch Adolf Hitler las, fand er die Unterstützung von Rudolf Heß, der sich um einen Lehrstuhl an der Universität München für ihn bemühte und ihn zum Abteilungsleiter im Reichsministerium für Wissenschaft, Erziehung und Volksbildung machte. Laut den Akten der Münchner Universität wurde der Vorstoß von Ernst Schulte Strathaus, im Stab von Heß zuständig für Kulturfragen, Dacqué einen Lehrauftrag für Naturphilosophie zu verschaffen, von der Dozentenschaft abgelehnt.

## Werk
Dacqués Werk lässt sich in zwei Perioden untergliedern: eine erste rein naturwissenschaftliche und eine zweite (ab 1924), in der er sich auch naturphilosophisch-metaphysischen und religionsphilosophischen Fragen zuwendete.
Die Schwerpunkte seiner wissenschaftlichen Tätigkeit in der ersten Periode waren die Paläontologie der Wirbellosen und die Paläogeographie. Der hypothetische Südkontinent Gondwana leuchtete ihm auf Grund der Verbreitung wichtiger Pflanzen- und Tiergruppen (fossil und rezent) besonders ein. Da die 1915 von Alfred Wegener publizierte Kontinentaldrift-Hypothese noch wenig bekannt war und nicht plausibel erschien, nahm Dacqué entsprechend der herrschenden Landbrücken-Hypothese den Einsturz riesiger Landbrücken (etwa zwischen Afrika, Indien und Australien) im Erdmittelalter an.
Die evolutionstheoretischen Ansätze Lamarcks und Darwins betrachtete Dacqué als einseitig und ergänzungsbedürftig. Er ergänzte sie daher, indem er die Idealistische Morphologie des frühen 19. Jahrhunderts aufgriff und eine „Metaphysik des Stammbaums“ konzipierte. Die Idealistische Morphologie war eine von Johann Wolfgang von Goethe entwickelte Methode, mit welcher dieser die ersten Grundlagen der vergleichenden Morphologie legte. Sie führte die Ähnlichkeiten der Organismen auf einen ideellen „Typus“ zurück. In Dacqués evolutionstheoretischen Entwürfen ging es vor allem um die Abstammung des Menschen und um seine Stellung in der Natur. Er betrachtete den Menschen teleologisch zugleich als Urform und als Ziel der Evolution. Die gesamte Evolution des Lebens deutete er als „Offenbarung der Entelechie des Menschen“. „In aller naturhistorischen organischen Entwicklung liegt der Mensch – grundsätzlich und von Anfang an.“
Dacqués Religionsphilosophie handelte vom Abfall des Menschen von Gott und seiner Erlösung durch Christus. Darin finden sich Einflüsse des Mystikers Jakob Böhme und der Philosophen Arthur Schopenhauer und Friedrich Wilhelm Schelling. Entsprechend der Bedeutung, die er dem Menschen für die ganze Natur zuschrieb, betrachtete Dacqué die Evolution allen Lebens als „Wille zur dämonischen Selbstverwirklichung“, als einen entweihten Zustand, der nach der Erlösung durch die „sich selbst entäußernde[n] Liebe Gottes“ verlange.

## Rezeption
Dacqués Vergleichende biologische Formenkunde der fossilen niederen Tiere (1921) gilt als einer der bedeutendsten Beiträge zur vergleichenden Anatomie fossiler Tiere. Sein typologischer Ansatz beeinflusste etwa Adolf Remane und Otto Schindewolf in hohem Maße. Daneben verfasste er einige der erfolgreichsten populären Darstellungen der Naturgeschichte seiner Zeit.
Seine metaphysischen Ansichten wurden in der Wissenschaft allgemein abgelehnt. Dacqué stand in Korrespondenz mit Hanns Hörbiger, dem Vertreter der Welteislehre. Eine bedeutende Resonanz fand er bei Thomas Mann, der im Vorspiel seines Romans Joseph und seine Brüder (1933) Dacqués Ideen aufgriff und schon 1929 in einem Vortrag klar für dessen Anliegen Stellung bezogen hatte. Auch Ernst Jünger und Gottfried Benn beschäftigten sich mit Dacqué.

## Mitgliedschaften
Edgar Dacqué wurde noch im Gründungsjahr 1912 Mitglied der Paläontologischen Gesellschaft. Er war außerdem Mitglied der Theosophischen Gesellschaft.

## Schriften
- Der Descendenzgedanke und seine Geschichte vom Altertum bis zur Neuzeit. Ernst Reinhardt, München 1903 (Archive)
- Grundlagen und Methoden der Paläogeographie. Verlag von Gustav Fischer, Jena 1915 (Archive)
- Geographie der Vorwelt (Palaogeographie). B. G. Teubner, Leipzig und Berlin 1919 (Archive)
- Geographie: 2: Stratigraphie. De Gruyter, Berlin und Leipzig 1920
- Vergleichende biologische Formenkunde der fossilen niederen Tiere. 1921.
- Urwelt, Sage und Menschheit (1924, zahlreiche Neu-Auflagen) (Digitalisat)
- Natur und Seele (1927)
- Leben als Symbol. Metaphysik einer Entwicklungslehre (1928)
- Die Erdzeitalter (1930)
- Natur und Erlösung (1933)
- Vom Werden des Erdballs (1934)
- Organische Morphologie und Paläontologie (1935)
- Das verlorene Paradies. Zur Seelengeschichte des Menschen (1938)
- Die Urgestalt. Der Schöpfungsmythus neu erzählt (1940)
- Aus den Tiefen der Natur (1944)